# Back in the Saddle
Back in the Saddle è un singolo del gruppo rock statunitense Aerosmith, pubblicato nel 1977 ed estratto dall'album Rocks.
La canzone è stata scritta da Steven Tyler e Joe Perry.

## Tracce
- 7"

1. Back in the Saddle - 4:40
2. Nobody's Fault - 4:25

## Cover
Il cantante canadese Sebastian Bach ha eseguito la cover del brano inserendola nell'album Angel Down (2007) ed eseguendola in duetto con Axl Rose.